# Доєнін Василь Миколайович
Василь Миколайович Доєнін (нар. 24 вересня 1909, місто Ялта — 23 лютого 1977, місто Москва) — радянський державний діяч, міністр машинобудування для легкої і харчової промисловості та побутових приладів СРСР. Кандидат у члени ЦК КПРС у 1966—1976 роках.  Член ЦК КПРС у 1976—1977. Депутат Верховної Ради СРСР 7—9-го скликань.

## Біографія
Народився в родині золотопромисловця (робітника). Трудову діяльність розпочав у 1926 році слюсарем Владивостоцького морського порту.
У 1926—1931 роках — студент механічного факультету Далекосхідного політехнічного інституту в місті Владивостоці. Одночасно працював слюсарем на лісопильному заводі і на ремонті криголама «Добрыня Никитич», механіком заводу «Красный металлист», електрозварником майстерень Далекосхідного політехнічного інституту.
У 1931—1934 роках — інженер зварювального комбінату тресту «Оргметал» у Москві.
У 1934—1937 роках — інженер, заступник завідувача бюро зварювання, начальник конструкторського бюро Горьковського автомобільного заводу імені Молотова. У 1937—1944 роках — начальник відділення, заступник начальника і начальник пресового цеху Московського автомобільного заводу імені Сталіна.
Член ВКП(б) з 1940 року.
У 1944—1945 роках — начальник Головного управління транспортного машинобудування Наркомату середнього машинобудування СРСР. У 1945—1946 роках — начальник Головного управління мотоциклетної і велосипедної промисловості (Головмотовелопрому) Наркомату середнього машинобудування СРСР. У 1946—1948 роках — начальник Головного управління мотоциклетної і велосипедної промисловості (Головмотовелопрому) Міністерства автомобільної (і тракторної) промисловості СРСР.
У 1948—1950 роках — директор Московського заводу малолітражних автомобілів.
У 1950—1952 роках — головний інженер Головавтотракторозбуту Міністерства автомобільної і тракторної промисловості СРСР. У 1952—1953 роках — головний інженер Головного управління автомобільних і автоскладальних заводів Міністерства автомобільної і тракторної промисловості СРСР.
У 1953—1954 роках — заступник начальника Головного управління тракторної промисловості Міністерства машинобудування СРСР.
З 1954 року — в Міністерстві автомобільного, тракторного і сільськогосподарського машинобудування СРСР: в.о. головного інженера (травень — липень 1954 року), головний інженер, заступник начальника (1954—1955) Головмотовелопрому.
У 1955—1957 роках — начальник Головного управління Міністерства автомобільної промисловості СРСР.
У червні 1957 — березні 1960 року — начальник управління автомобільної промисловості Московської Ради народного господарства міського економічного району.
У березні 1960 — січні 1961 року — заступник, у січні 1961 — грудні 1962 року — 1-й заступник голови Московської Ради народного господарства міського економічного району.
У грудні 1962 — травні 1963 року — 1-й заступник голови Всеросійської Ради народного господарства (з квітня 1963 року — РНГ РРФСР).
У 1963 — березні 1965 року — голови Московської Ради народного господарства міського економічного району.
23 березня — 7 жовтня 1965 року — голова Ради народного господарства РРФСР і заступник голови Ради Міністрів РРФСР.
2 жовтня 1965 — 23 лютого 1977 року — міністр машинобудування для легкої і харчової промисловості та побутових приладів СРСР. 
Похований на Новодівочому цвинтарі Москви. 

## Нагороди та звання
- два ордени Леніна
- орден Трудового Червоного Прапора
- два ордени «Знак Пошани»
- медалі